# Gaudencio Borbon Rosales
Gaudencio Borbon Rosales (nascut el 10 d'agost de 1933) és un cardenal catòlic que va ser arquebisbe de Manila, en reemplaçament de Jaime Sin, el 2003, i succeït per Luis Antonio Tagle el 2011. També va ser Metropolità de la província eclesiàstica de Manila i arxipreste de la catedral de Manila.
Va ser el 31è Arquebisbe de Manila i el quart nadiu filipí en ocupar el càrrec, després de segles de prelats espanyols, estatunidencs i irlandesos. Durant el seu últim any com a arquebisbe, va ser nomenat al mateix temps administrador apostòlic de la diòcesi de Pasig des del 21 desembre de 2010 fins al 20 abril de 2011, càrrec que va acceptar després de la renúncia del primer bisbe de Pasig, Francisco San Diego.

## Biografia

### Primers anys i ordenació
Rosales va néixer a la ciutat de Batangas, a Batangas. Els seus avis van ser Julián Rosales, exalcalde de la ciutat de Batangas i Pablo Borbó, exgovernador de la província de Batangas. El seu pare, el Dr. Godofredo Dilay Rosales, va ser un dels primers metges filipins que adquirí la seva escola de medicina i la formació de residència exclusivament als Estats Units, tornant després a les Filipines per practicar a la ciutat de Batangas. La seva mare, Remedios Mayo Borbón, era una cosina germana del nacionalista, Claro M. Recto. És el tercer de set germans, els altres són Rosie, Guillermo (mort), Gabriel, Tessie, Gilbert i Maria Gràcia.
Quan era un nen, ell ja volia ser sacerdot. Va estudiar teologia en el Seminari de San José i va tenir com a companys de classe altres dos futurs bisbes: Severino Pelayo, ordinari militar, i Benjamin Almoneda, bisbe de Daet. El 23 de març de 1958, va ser ordenat sacerdot pel bisbe Alejandro Olalia, i després va ser destinat a ensenyar durant 11 anys al seminari de la diòcesi de Lipa.

### Rector de parròquia
El 1970 va rebre el seu primer destí parroquial, l'obscur barri de Banay-Banay. Altres sacerdots li van dir que no romangués molt temps allà perquè no hi havia res a fer, al que va respondre «Ja buscaré alguna cosa a fer.» Ell va visitar pràcticament totes les cases de la seva parròquia, reunir-se amb tothom en el procés. Fins ara, les persones del lloc on va servir durant dos anys i mig recorden el capellà alt i amable.
La seva actuació i reputació van haver d'impressionar el bisbe, perquè va ser traslladat a la major parròquia de la diòcesi a la ciutat de Batangas.

### Bisbe
Ricardo Vidal era el seu arquebisbe, i poc després, Rosales va ser nomenat bisbe auxiliar de Manila, el primer batangueño en ser nomenat. El bisbe Rosales va rebre el seu bàcul del Vicari General de Lipa, el servent de Déu Alfredo Maria Obviar (més tard bisbe de Lucena), i l'ha utilitzat des de llavors.
A petició de Rufino Jiao Santos, el cardenal arquebisbe de Manila, Rosales va ser nomenat pel Papa Pau VI el 12 d'agost de 1974 per convertir-se en bisbe auxiliar a la capital nacional. Es va fer càrrec del districte eclesiàstic d'Antipolo, així com de San Juan, Mandaluyong, i Grace Park a Caloocan. Rosales va ser consagrat bisbe de la seu titular d'Oescus en una cerimònia el 28 d'octubre de 1974, i el 1980, va ser nomenat rector del seminari major arxidiocesà, el Seminari de San Carlos.
El seu període com a rector va ser breu, però, pel 9 de juny de 1982, va ser nomenat bisbe coadjutor pel llavors polèmic i profètic bisbe Francisco Claver, de la diòcesi de Malaybalay, Bukidnon. En aquest moment de dificultat, Rosales va recordar que una estampeta que va caure del seu breviari: era de la mare (ara beata) Teresa de Calcuta. Quan la va recollir, va veure la inscripció a la part posterior. Hi deia: "Permet que Déu et faci servir sense abans consultar amb tu." Aquestes paraules van portar la pau a la seva ànima. El 14 de setembre de 1984, Rosales va succeir al bisbe de Malaybalay, tenint plena autoritat sobre la diòcesi. Va començar el seu ministeri en Malaybalay formant amb el seu poble, especialment els sacerdots i religiosos d'allà, una visió de la diòcesi: la d'un desenvolupament total de cada persona i de totes les persones, provocada per Jesucrist. En aquesta tasca difícil va ser capaç d'aconseguir la unitat del clergat, ja que va lluitar especialment per la justícia, la pau i la protecció del medi ambient. Sovint mira els seus dies allà com els moments d'or del seu ministeri.

### Arquebisbe de Lipa i Manila
Quan l'arquebisbe Mariano Gaviola de Lipa es va retirar, Rosales va ser nomenat el seu successor el 30 de desembre de 1991, tornant-lo a la diòcesi on havia començat el seu ministeri.
Amb l'anunciat retir del cardenal Jaime Sin, un dels arquitectes estimats del Moviment Poder Popular de la Revolució del Poder Popular, el nunci papal va dir a l'arquebisbe Rosales el seu imminent nomenament com a arquebisbe de Manila. Va demanar al nunci amb llàgrimes que no fos nomenat, però el Nunci no s'aplacà. Nomenat pel Papa Joan Pau II el 15 de setembre de 2003, Rosales va ser entronitzat a la catedral de Manila el 21 de novembre del 2003.

### Cardenal
L'elevació de Rosales al Col·legi de Cardenals es va anunciar el 22 de febrer de 2006. L'arquebisbe Antonio Franco, el nunci apostòlic, personalment, va fer l'anunci a la catedral de Manila durant una missa pel 40 aniversari del Moviment dels Focolars.
El Papa Benet XVI va crear Rosales cardenal prevere de Santissimo Nome di Maria in Via Latina al consistori del 24 de març de 2006. Rosales es va unir a altres 14 persones, dos d'ells asiàtics, com els nous membres del Col·legi Cardenalici. El Papa Benet XVI va dir als nous cardenals: «Vull resumir el significat d'aquesta nova crida que heu rebut en la paraula que he posat en el cor de la meva primera encíclica: caritat. Això s'adapta molt bé al color de les vostres robes de cardenals.. Que la porpra que ara porteu sempre expressi la caritat de Crist, que inspiri un amor apassionat per Crist, per la seva Església i per a tota la humanitat.» Una mica més tard, va afegir: «Compto amb vosaltres, benvolguts germans cardenals, per assegurar que el principi de l'amor s'estendrà al llarg i ample, i donarà nova vida a l'Església en tots els nivells de la seva jerarquia, en cada grup de fidels, en cada institut religiós, a tota iniciativa espiritual, apostòlica o humanitària.»
El 3 de febrer de 2007, Rosales va ser nomenat per un període de cinc anys per ser un dels 15 membres del Consell de Cardenals per a l'Estudi de les consideracions organitzatives i econòmiques de la Seu Apostòlica.
El 2008, el cardenal Rosales va oferir la seva renúncia al govern de l'arxidiòcesi, segons el que disposa el dret canònic en arribar a l'edat de 75 anys, però el cardenal Giovanni Battista Re li comunicà que la Santa Seu no l'havia acceptat.
El mateix any, el cardenal Rosales va convidar a Benet XVI a visitar el tercer major país catòlic del món; no obstant això, el Papa es va negar a causa de la seva atapeïda agenda.
El 13 d'octubre de 2011, dos mesos després de la seva 78 aniversari, el Papa Benet XVI, finalment va acceptar la seva renúncia i va nomenar al llavors bisbe d'Imus, Luis Antonio Tagle, com el seu successor.
El 10 d'agost de 2013, en complir els 80 anys, va perdre la seva elegibilitat per votar en qualsevol conclave futur.

## Opinions

### Les forces policials
El cap de l'Església va dir una vegada que no hi ha tal cosa com la llibertat absoluta. Les forces de policia va dispersar violentament a un grup de polítics, sacerdots i monges, incloent tres bisbes que tenien previst anar a la capella de Sant Beda College per sentir missa. Va expressar suport al canvi de la carta, però condemnat polítics empenyent la seva agenda personal en la qual es modifica la constitució.
Quan es va proclamar l'estat d'emergència nacional, Rosales va demanar als filipins per pregar per la pau i la unitat al país i va expressar l'esperança que el Govern no abusés i retallés els drets de les persones.

### Oficina Nacional d'Estadístiques
El 2007, el cardenal Rosales va manifestar-se en contra de l'exigència de l'Oficina Nacional d'Estadístiques (ONE) que tots els oficials/sacerdots facin una preparació abans de celebrar les cerimònies de noces. Ell va dir: "Entenem la preocupació de l'Oficina Nacional d'Estadístiques (ONE), perquè també sabem dels abusos dels anomenats ministres de l'Evangeli (no sacerdots), però no hauria de ser així per a nosaltres, com si no sabessim res ". [3]

### Desfilades gai
El 2008, Rosales es van enfrontar amb Ang Ladlad, fundador del Danton Remot, sobre el tema de permetre que els homosexuals participessin, transvestits, a la celebració de Flores de Mayo. Rosales amenaçà a les parròquies que permetien el transvestisme homosexuals per fer de Santa Helena o santes en la processó Santacruzan o Flors de maig amb el càstig oficial i l'eliminació de la missa.

### Execució delSummorum Pontificum
Les directrius que Rosales va escriure per a l'aplicació del motu proprio del 2007 Summorum Pontificum, es va informar que han estat criticades per Darío Castrillón Hoyos, President de la Comissió Ecclesia Dei, com a massa restrictives. Rosales va negar que hagués prohibit l'ús de la "missa llatina tradicional" a la seva diòcesi, dient que només s'havia oposat a que la celebressin els preveres de la dissident Societat de Sant Pius X.

### Avortament
El 16 de setembre de 2010, el cardenal Rosales va publicar una carta pastoral que expressa condemna de l'Església Catòlica a l'avortament i recordant l'excomunió imposada per l'Església als quals el practiquessin o ajudessin a d'altres a fer-ho. «Un avortament provocat deliberadament és un mal moral i l'Església Catòlica s'uneix a la pena canònica d'excomunió als que procuren la mateixa i sobre aquells que ajuden a obtenir avortament».